# کوه لاوسدات
کوه لاوسدات (به انگلیسی: Mount Laussedat) یک کوه در کانادا است که در بریتیش کلمبیا واقع شده‌است. کوه لاوسدات ۳٬۰۵۲ متر بالاتر از سطح دریا واقع شده‌است.